# Cookie Run: Kingdom
 (novembre 2023).
Si vous disposez d'ouvrages ou d'articles de référence ou si vous connaissez des sites web de qualité traitant du thème abordé ici, merci de compléter l'article en donnant les références utiles à sa vérifiabilité et en les liant à la section « Notes et références ».
Cookie Run: Kingdom est un jeu vidéo free-to-play de rôle et d'action de type gacha, développé et édité par Devsisters (en). Il est le sixième jeu de la série Cookie Run. Il est sorti mondialement le 19 janvier 2021 sur iOS et Android.
Cookie Run: Kingdom raconte l'histoire de cookies qui s'habituent à leur nouvelle vie dans leur nouveau royaume, après avoir échappé à la sorcière qui leur a donné vie. Le jeu met en scène plus globalement le périple des cookies partant en expédition pour redécouvrir les royaumes antiques perdus, avant que cookie Dark Enchantress ne les possède.
Le jeu propose des nouveaux personnages et intègre plus de 250 niveaux.
Le 12 juillet 2023, le jeu est sorti sur Google Play Jeux sur PC.

## Trame
(octobre 2023).
Le contenu est difficilement compréhensible vu les erreurs de traduction, qui sont peut-être dues à l'utilisation d'un logiciel de traduction automatique.
Dans un monde peuplé de desserts anthropomorphisés (créés par des sorcières utilisant de la pâte à biscuits et de la poudre de vie), les cinq cookies antiques - vanille pure, lys blanc, baie de houx, cacao noir et fromage doré - ont créé leurs propres royaumes et ont reçu des âmes de confitures, ce qui leur accordent des pouvoirs spéciaux et l'immortalité. Un jour, le cookie lys blanc veut en savoir plus sur l'origine et la création des cookies, si bien qu'elle contacte les sorcières afin de trouver une réponse. Lorsqu'elle apprend la vérité selon laquelle les cookies sont censés être mangés, elle tomba dans la pâte ultime. C'est alors qu'elle est reconstituée sous le nom de cookie Sorcière des Ténèbres. Par ailleurs, elle souhaite utiliser les monstres gâteaux afin de créer un nouvel ordre mondial. Néanmoins, le cookie vanille pure est obligé de sceller cookie Sorcière des Ténèbres et de faire en sorte que les cookies antiques se cachent, laissant leurs royaumes dans le désarroi.
Bien longtemps après que cookie Sorcière des Ténèbres soit scellée, Cookie Téméraire est cuit par une sorcière et s'en échappe. Plus tard, il apprend que ses amis cookie sorcier et cookie fraise se sont également échappés de la sorcière. Ils sont découverts par les gnomes sucre et ensemble, ils commencent à explorer et reconstruire le royaume oublié, le monde des cookies.
Cookie Téméraire a réussi à vaincre cookie Sorcière des Ténèbres avec l'aide de cookie sorcier, fraise, piment et crème pâtissière III. Après cela, ils retrouvent les quatre cookies antiques. Dans le contexte actuel, le cookie lys blanc est MIA[Quoi ?]. Aux côtés des anciens héros, les cinq protagonistes trouvent le légendaire cookie clair de lune et le cookie dragon rouge verdâtre (fruit du dragon).

## Système de jeu
Cookie Run: Kingdom est un jeu de rôle et de combat qui propose une simulation de construction de villes. Il se joue principalement en construisant le royaume des cookies du joueur et en collectant des cookies grâce à un gacha afin de combattre dans plusieurs modes de jeu.
Il existe un mode Arène où il y a 250 niveaux : Chocolat, Bronze, Argent, Or, Cristal, Diamant, Maître, Élite et Grand Maître, lequel représente 0,5 % des meilleurs joueurs du serveur. Le top 30 des joueurs du serveur est regroupé dans la dernière division : Grand Maître I.

## Développement
Cookie Run: Kingdom est développé par Devsisters (en). Le jeu sort d'abord sur iOS et Android, le 19 janvier 2021 en Asie et aux États-Unis.
Puis, en 2022, le jeu sort dans 24 pays européens et intègre une version française,.
Une collaboration entre le boys band sud-coréen BTS et Cookie Run: Kingdom, intitulée « Braver Together », est établie dont la finalité est un concert du groupe sur l'univers du jeu, avec l'effigie des sept membres en cookies,.

## Accueil
Cookie Run: Kingdom rencontre une popularité massive à la suite d'une controverse sur les récompenses de l'anniversaire de Genshin Impact et de son modèle gacha en free-to-play similaire aux deux jeux.
Cookie Run: Kingdom est classé 31e dans la catégorie des jeux de rôle gratuits en Thaïlande. En termes de jeux gratuits, le jeu se classe premier au Japon dans les boutiques en ligne App Store et Google Play  ainsi que troisième dans la catégorie des jeux de rôle gratuits aux États-Unis,. Le jeu est également classé 1er en Corée du Sud, 2d à Taiwan, 3e en Thaïlande et 5e à Hong Kong dans la catégorie « jeu gratuit » sur l'App Store en janvier 2021. Sur cette même période, en Corée du Sud, à Taiwan et en Thaïlande, les revenus du jeu sont classés au premier rang sur l'App Store tandis qu'à Hong Kong et au Singapour, ils sont classés au troisième rang. Cookie Run: Kingdom enregistre 10 millions de téléchargements au cours des deux premiers mois suivant sa sortie.
En juin 2021, le jeu cumule plus de 150 millions de téléchargements,.
En septembre 2022, le jeu dépasse la barre des 200 millions de téléchargements.

### Traduction
- (en) Cet article est partiellement ou en totalité issu de l’article de Wikipédia en anglais intitulé « Cookie Run: Kingdom » (voir la liste des auteurs).